# Mallochohelea smithi
Mallochohelea smithi är en tvåvingeart som först beskrevs av Lewis 1956.  Mallochohelea smithi ingår i släktet Mallochohelea och familjen svidknott. Inga underarter finns listade i Catalogue of Life.